# Gänsefüße
Die Gänsefüße (Chenopodium) sind eine Pflanzengattung in der Unterfamilie Chenopodioideae innerhalb der Familie der Fuchsschwanzgewächse (Amaranthaceae). Die nur noch etwa 90 Arten sind fast weltweit verbreitet.

## Beschreibung

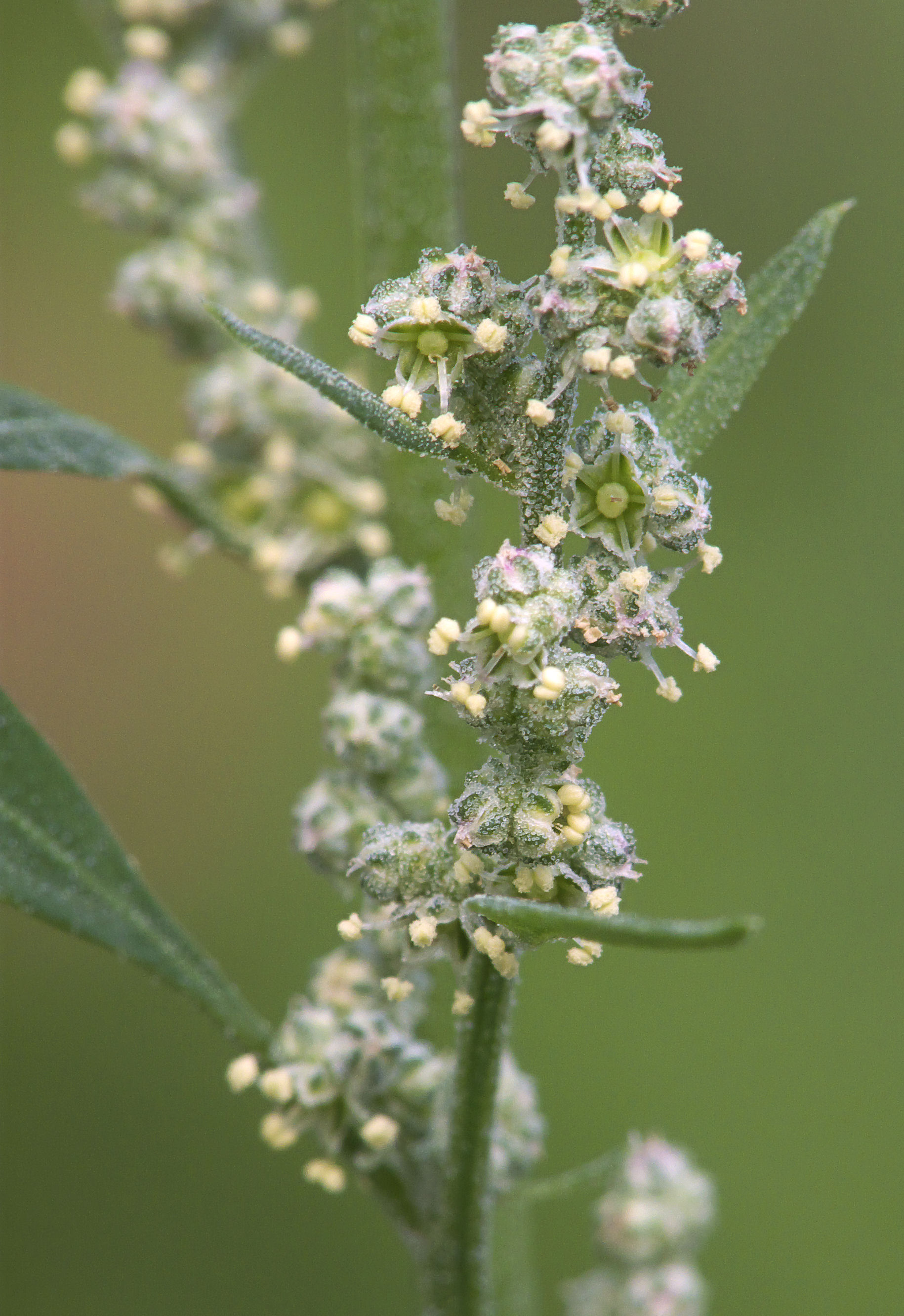
Blütenstand des Weißen Gänsefußes (Chenopodium album)

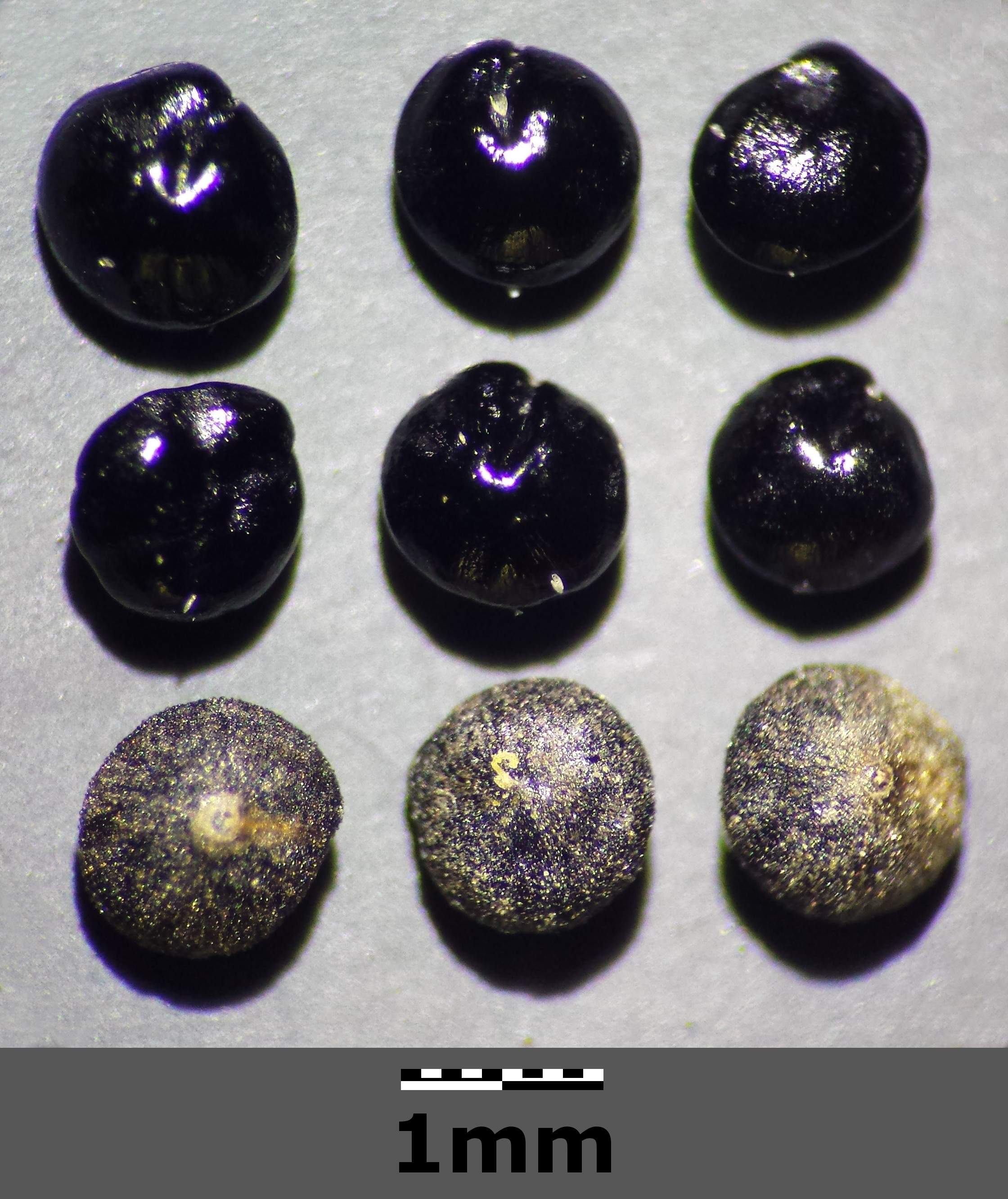
Samen mit und ohne Fruchtwand des Weißen Gänsefußes (Chenopodium album subsp. album)

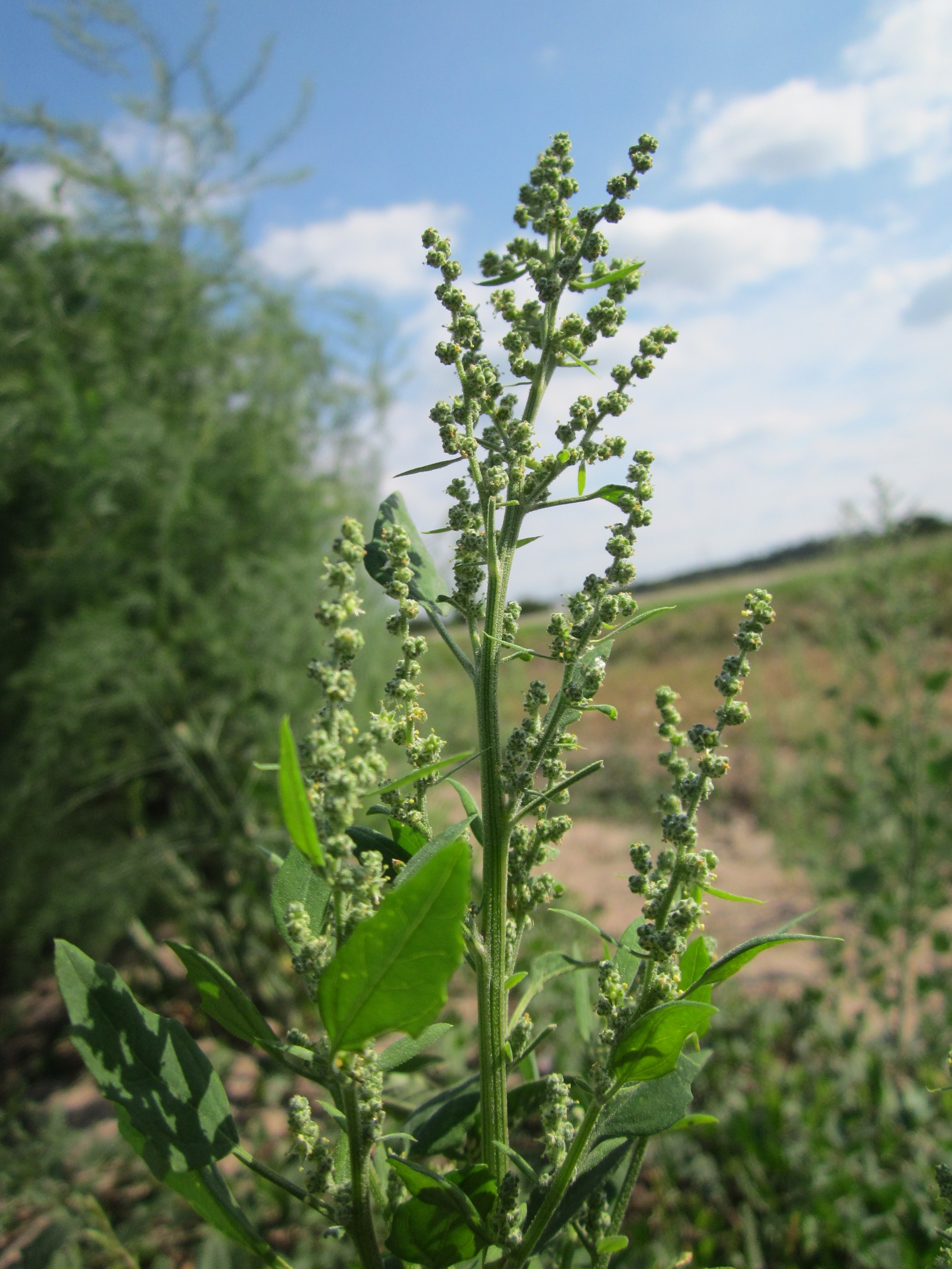
Weißer Gänsefuß (Chenopodium album)

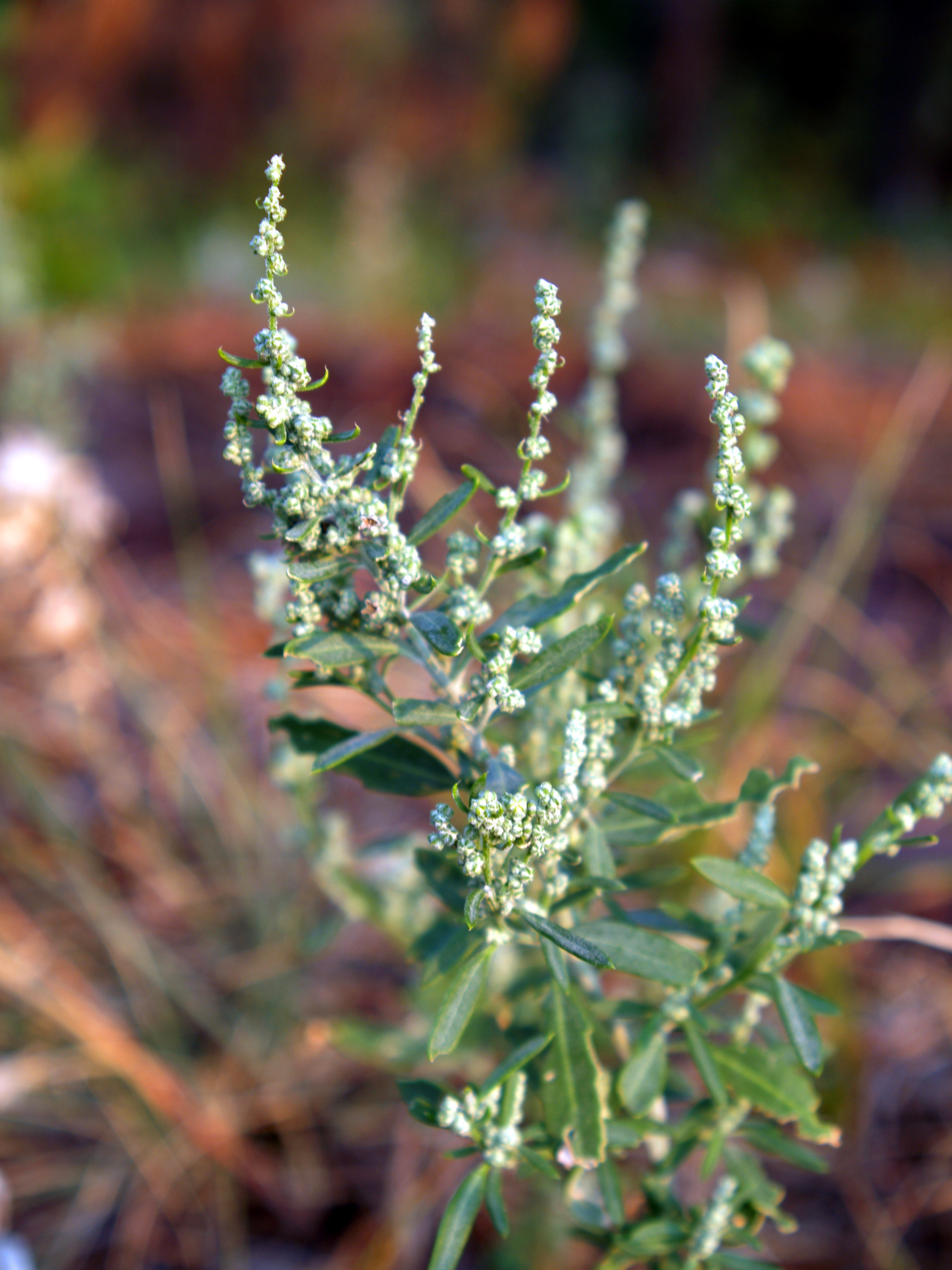
Berlandiers Gänsefuß (Chenopodium berlandieri)

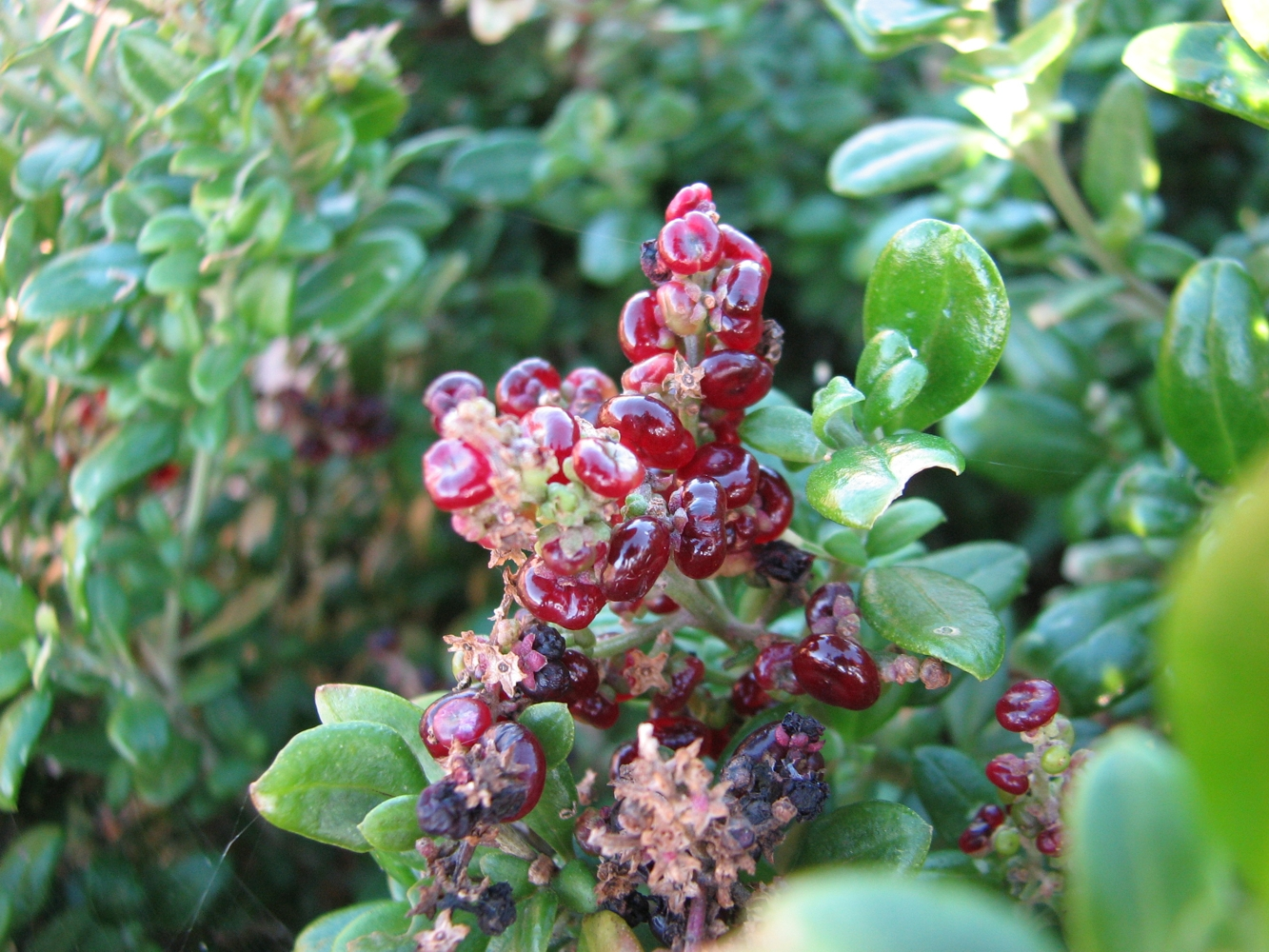
Chenopodium candolleanum

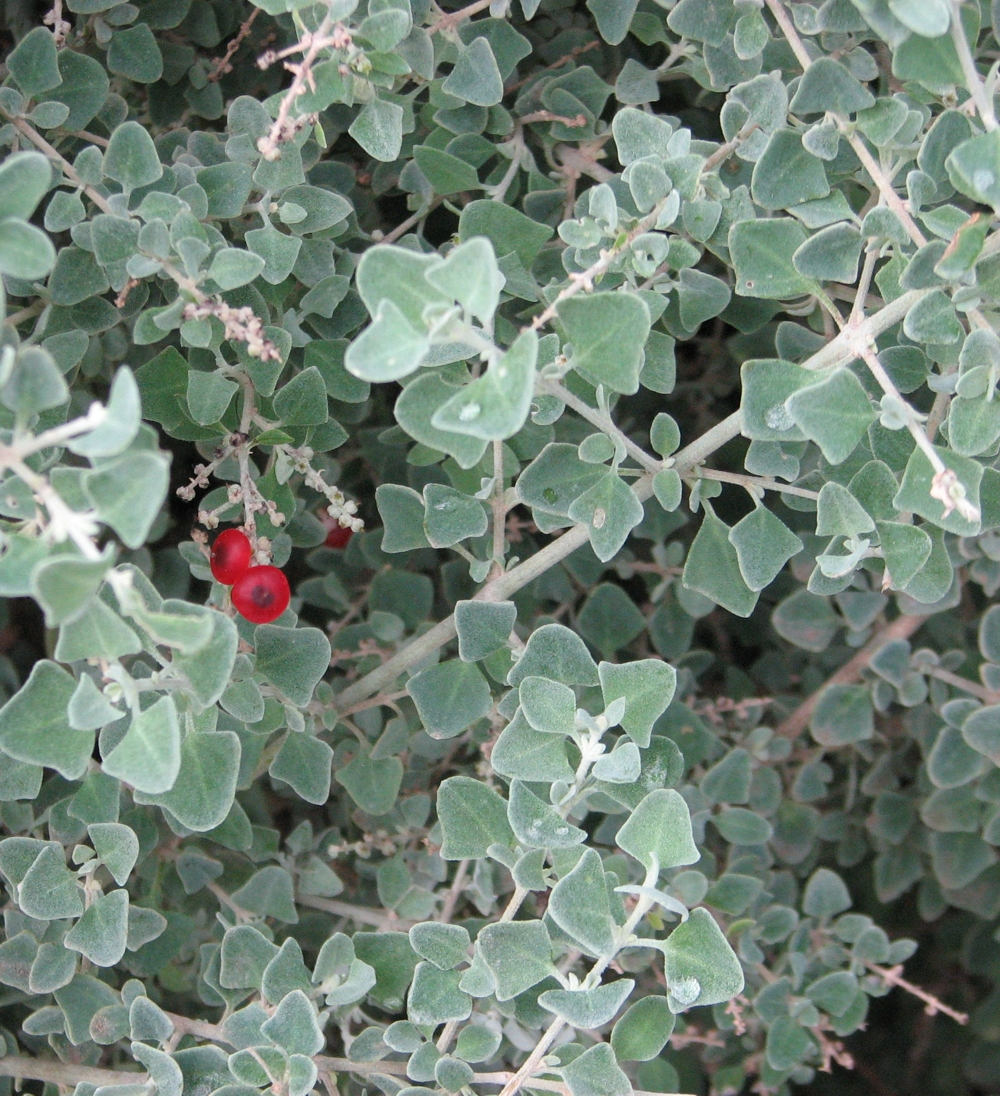
Chenopodium curvispicatum

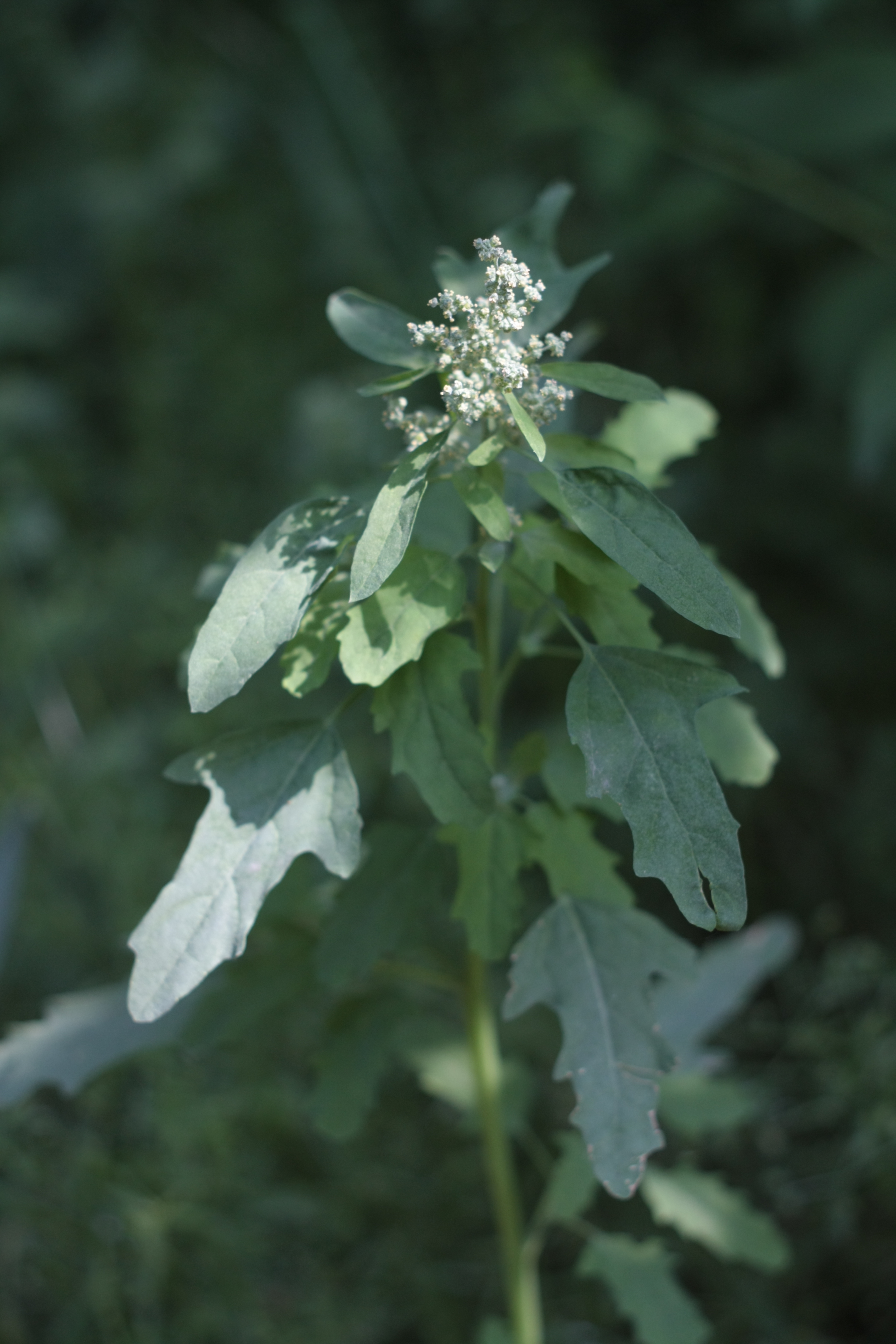
Feigenblättriger Gänsefuß (Chenopodium ficifolium)

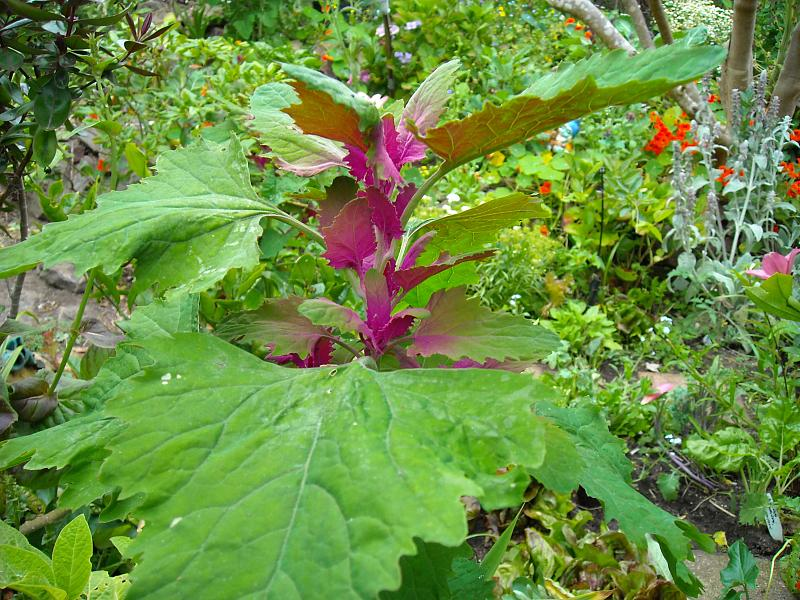
Baumspinat (Chenopodium giganteum)

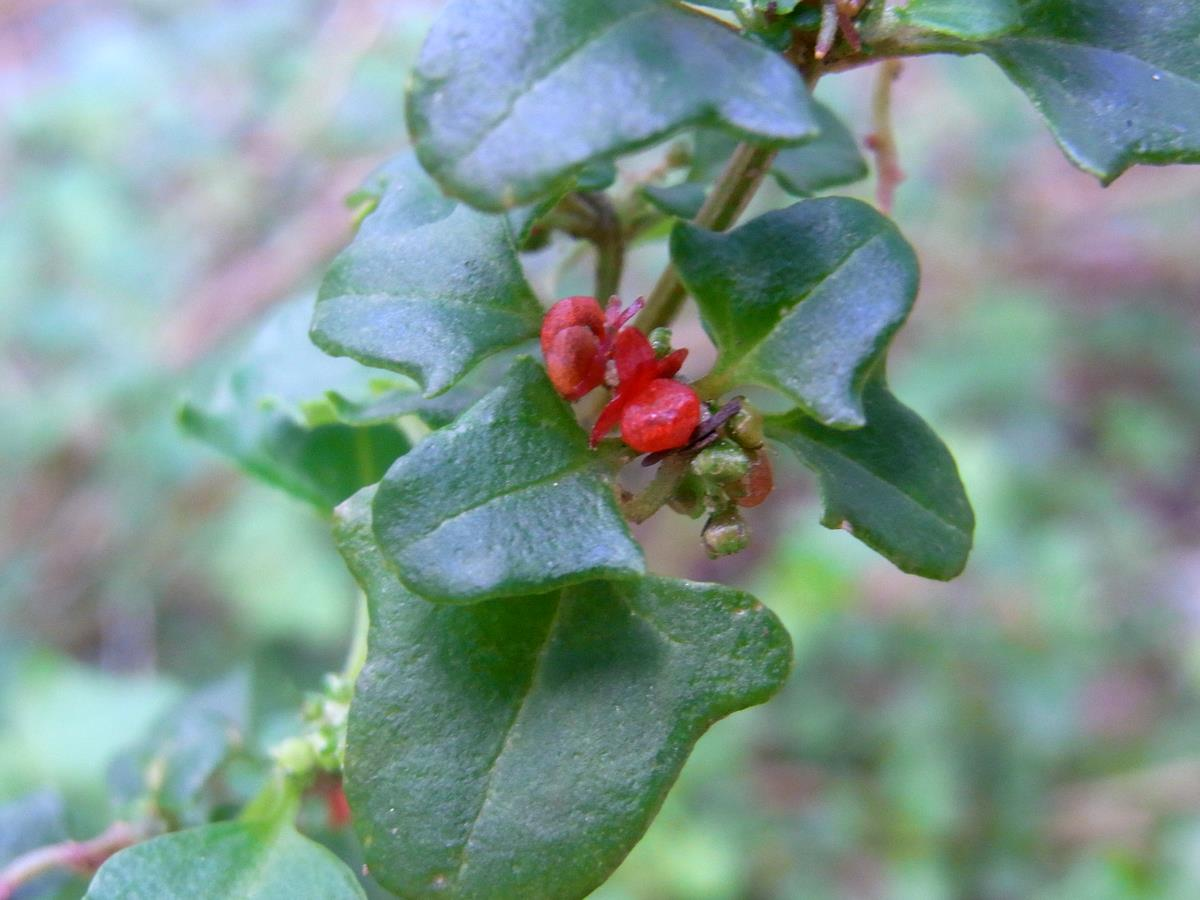
Chenopodium robertianum

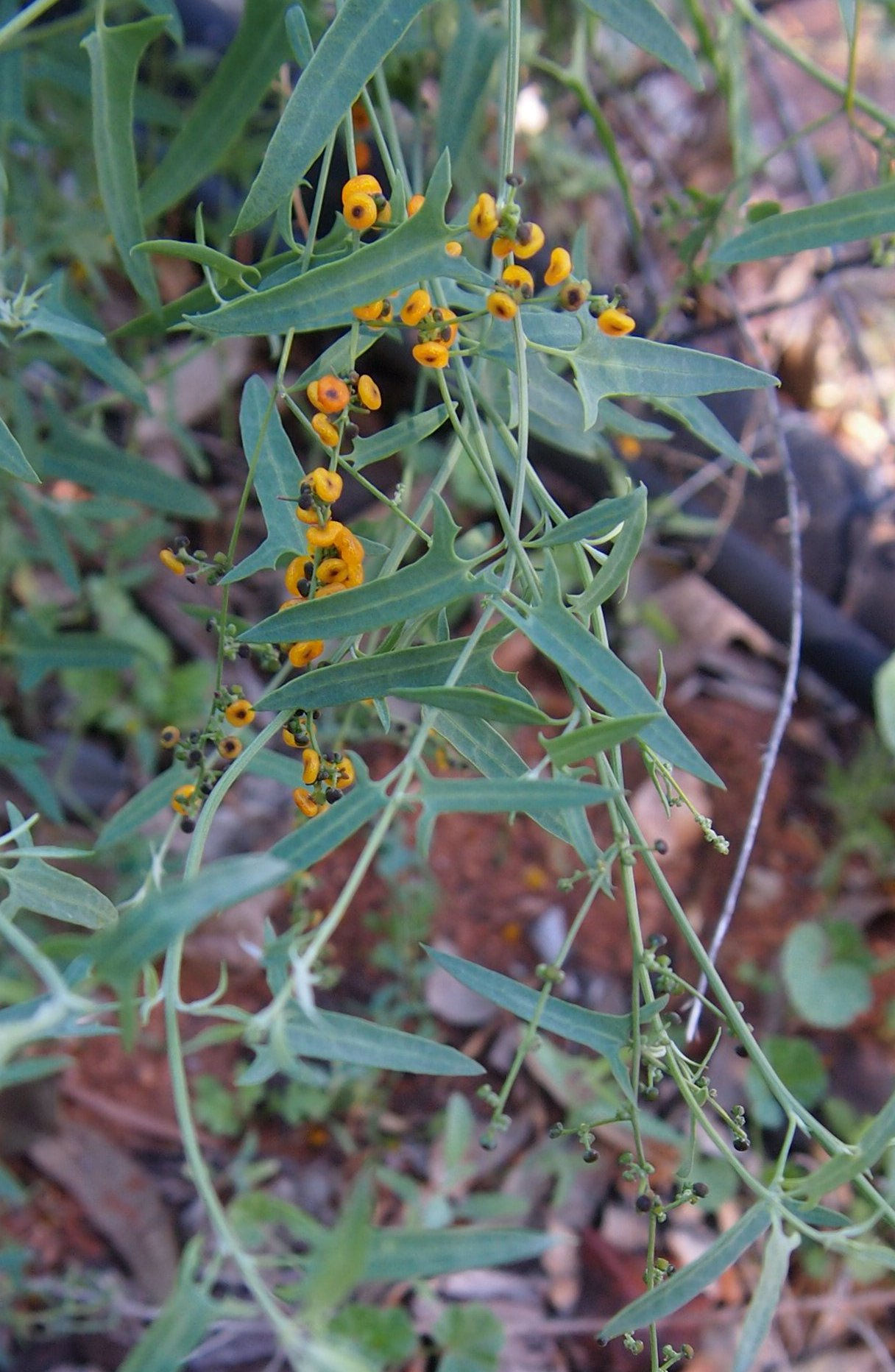
Chenopodium nutans

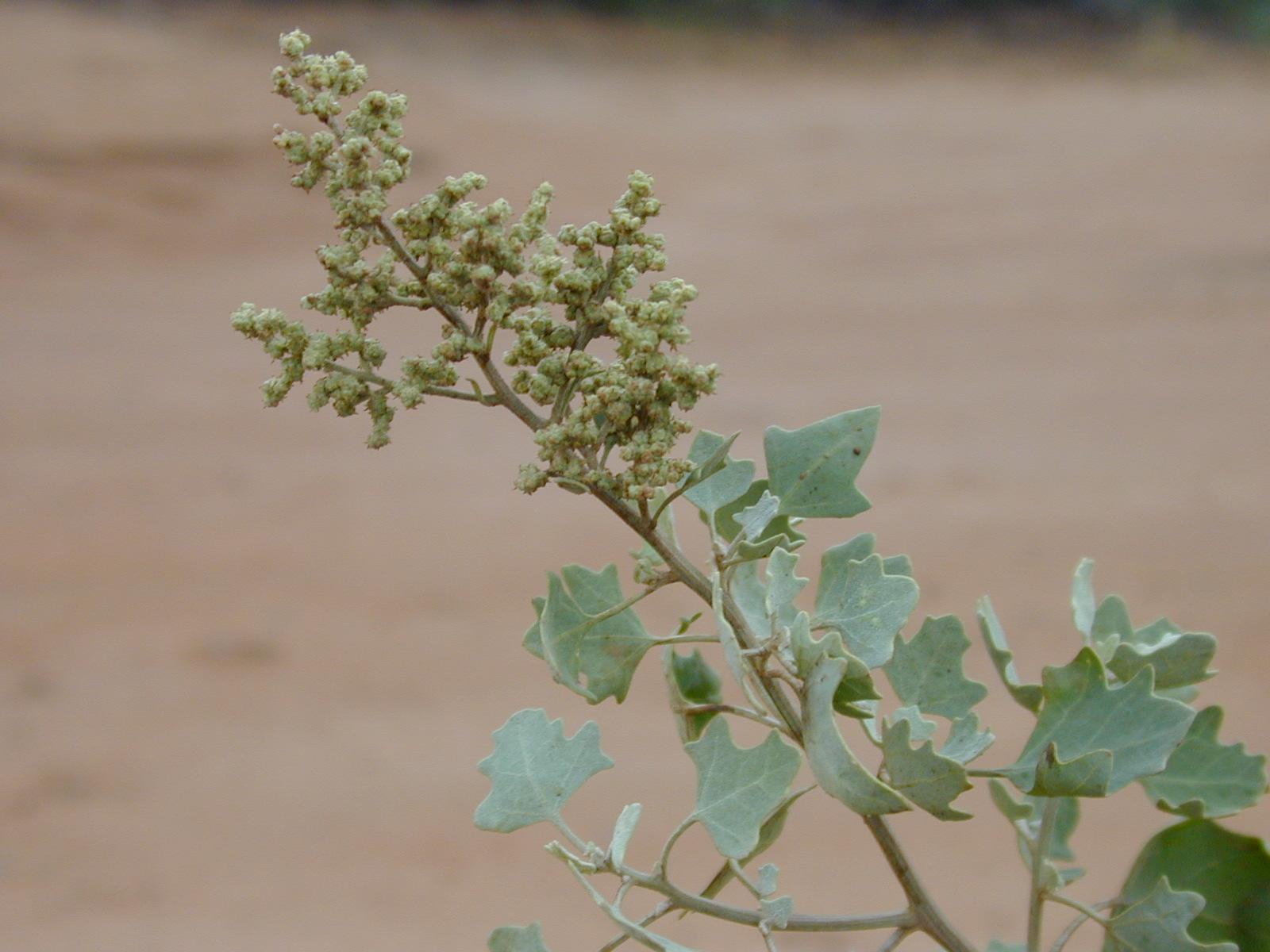
Chenopodium oahuense

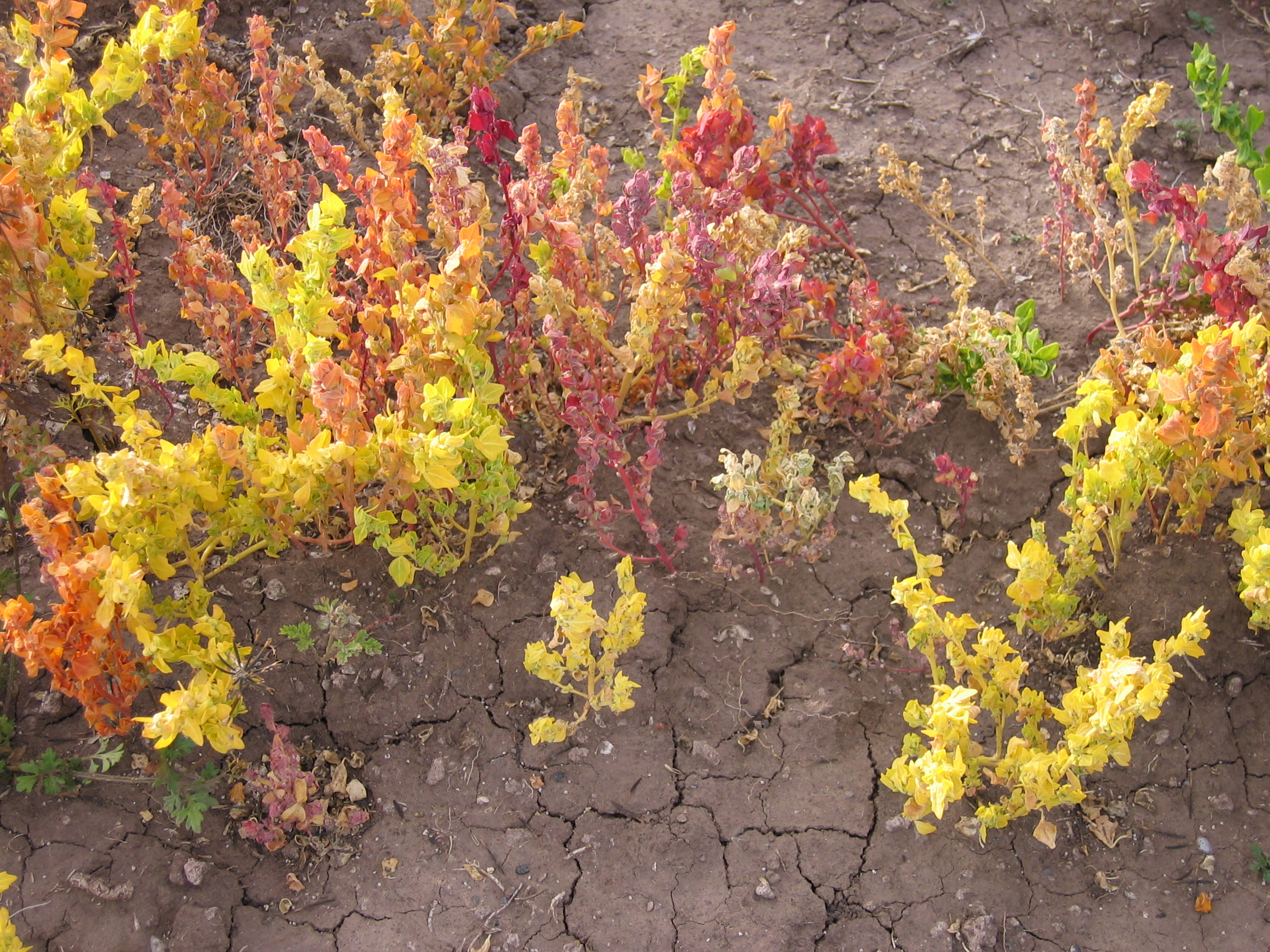
Chenopodium pallidicaule

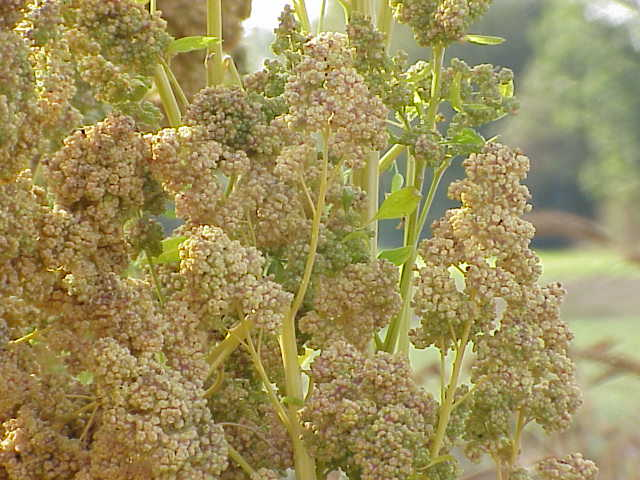
Quinoa (Chenopodium quinoa)

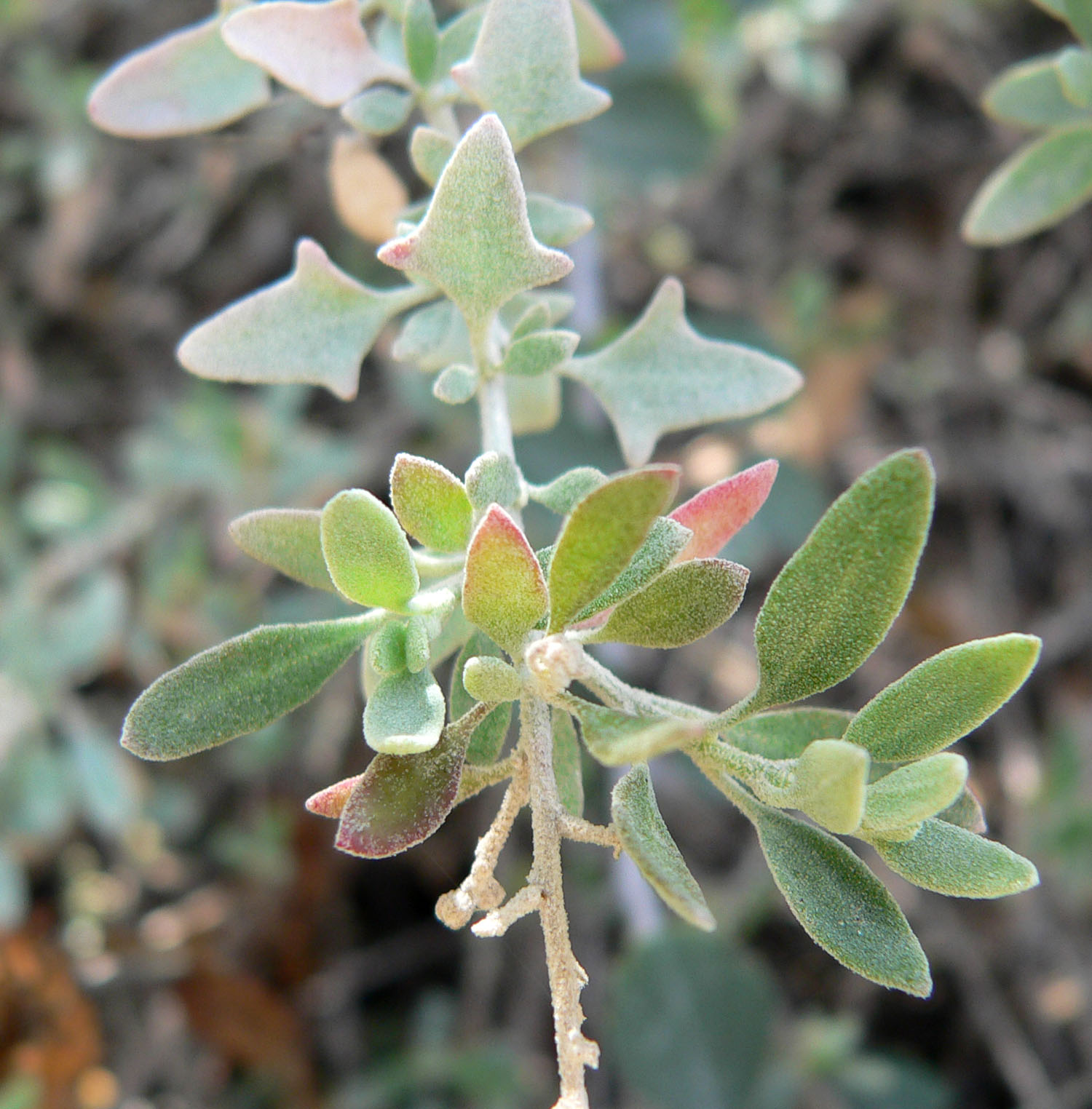
Chenopodium spinescens

### Vegetative Merkmale
Die Chenopodium-Arten (in der jetzt enger gefassten Gattung) sind meist einjährige oder ausdauernde krautige Pflanzen, seltener Halbsträucher oder Sträucher. Sie besitzen keinen aromatischen Geruch, sind manchmal aber übelriechend. Die jungen Stängel und Laubblätter sind oft dicht bemehlt mit kugeligen Blasenhaaren, die später becherförmig zusammenfallen und überdauern. Die verzweigten Stängel wachsen aufrecht, aufsteigend, ausgebreitet oder kriechend, ihre Seitenzweige stehen wechselständig, die untersten manchmal fast gegenständig. Die wechsel- oder fast gegenständigen Laubblätter sind in Blattstiel und Blattspreite gegliedert. Ihre dünne oder dickliche, manchmal etwas fleischige Blattspreite ist linealisch, rhombisch oder dreieckig-spießförmig. Der Blattrand kann glatt, gezähnt oder gelappt sein.

### Generative Merkmale
Die Chenopodium-Arten sind einhäusig (monözisch) oder seltener zweihäusig (diözisch). Bei monözischen Chenopodium-Arten gibt es zwei Typen von Blüten, zwittrige und rein weibliche. Die Blüten sitzen in knäueligen Teilblütenständen, die in der Regel zu vielen in gedrängten rispigen bis scheinährigen Blütenständen angeordnet sind, selten auch einzeln stehen. Der Aufbau der Blütenstände ist sehr variabel. Vorblätter fehlen.
Die Blütenhülle besteht aus selten vier oder meist fünf oft grünen, meist hautrandigen Blütenhüllblättern, die an der Basis oder bis zur Mitte miteinander verwachsen sind und auf dem Rücken abgerundet oder gekielt sein können. In zwittrigen Blüten ist ein Kreis mit meist fünf Staubblättern vorhanden. Die Fruchtblätter sind zu einem oberständigen Fruchtknoten mit zwei Narben verwachsen.
Zur Fruchtzeit wird die Blütenhülle manchmal farbig, meist bleibt sie jedoch unverändert. Die Frucht wird von der Blütenhülle häufig umschlossen. Die häutige oder manchmal fleischige Fruchtwand haftet entweder an der Samenschale oder liegt dem Samen nur locker an. Der horizontal orientierte Samen ist flach-kugelig oder linsenförmig, mit abgerundetem oder leicht kantigem Rand. Die schwarze Samenschale besitzt eine fast glatte, fein gestreifte, etwas runzelige oder unterschiedlich grubige Oberfläche. Der ring- oder hufeisenförmige Embryo umgibt das reichlich vorhandene Nährgewebe.

### Chromosomensätze
Als Chromosomengrundzahl wird x = 9 angenommen. In der Gattung Chenopodium liegen unterschiedliche Ploidiegrade vor: Chromosomenzahlen sind bei Diploidie 2n = 18, bei Tetraploidie 4n = 36 und bei Hexaploidie 6n = 54.

### Photosyntheseweg
Alle Chenopodium-Arten sind C3-Pflanzen.

## Ökologie
Die Chenopodium-Arten sind Nahrungspflanzen für die Raupen zahlreicher Schmetterlinge (Lepidoptera). In der HOSTS-Datenbank sind 186 Einträge von Schmetterlingsarten an Chenopodium verzeichnet. (Diese beziehen sich jedoch auf die Gattung in ihrem früheren größeren Umfang).

## Standorte
Viele Arten gedeihen in trockenen Regionen oder auf salzreichen Böden, obwohl ihnen spezielle Anpassungen wie etwa Sukkulenz oder C4-Photosynthese fehlen.

## Systematik und Verbreitung
Die Gattung Chenopodium wurde 1753 durch Carl von Linné in Species Plantarum, Band 1, S. 218–222 aufgestellt. Die Typusart ist Chenopodium album L.
Traditionell umfasste die Gattung Chenopodium im weiteren Sinne etwa 170 Arten. Aufgrund morphologischer und anatomischer Merkmale wurde sie in drei Untergattungen (Subgenus Ambrosida, Subgenus Blitum und Subgenus Chenopodium) mit jeweils mehreren Sektionen untergliedert.
Durch phylogenetische Untersuchungen wurde deutlich, dass die Gattung in ihrem alten Umfang polyphyletisch war und somit keine natürliche Verwandtschaftsgruppe darstellte. Daher wurde eine neue Einteilung nötig, bei der zahlreiche Arten anderen Gattungen, teilweise sogar in anderen Tribus zugeordnet wurden. Mosyakin & Clemants (2002, 2008) trennten die Drüsengänsefüße (Dysphania) und Teloxys aristata in der Tribus Dysphanieae ab. Fuentes-Bazan et al. 2012 stellten weitere Arten in die Gattungen Blitum (in der Tribus Anserineae), Chenopodiastrum und Oxybasis und gliederten den Vielsamigen Gänsefuß als Lipandra polysperma ab.
Synonyme der verkleinerten Gattung Chenopodium L. (s. str.=im engeren Sinne) sind nach Fuentes-Bazan et al. 2012 Chenopodium sect. Leprophyllum Dumort., Chenopodium sect. Chenopodiastrum Moq., Einadia Raf., Rhagodia R.Br. sowie Vulvaria Bubani nom. illeg.
Chenopodium s. str. wurde von Fuentes et al. 2012 in die Tribus Atripliceae eingruppiert und gehört zur Unterfamilie Chenopodioideae innerhalb der Familie der Amaranthaceae.
Die Gattung Chenopodium ist fast weltweit verbreitet. Von den Gänsefüßen im weiteren Sinne kommen in Deutschland 16 Arten beständig vor, weitere Arten treten als unbeständige Einschleppungen in Erscheinung.
Nach Uotila (2011) handelt es sich bei den in Mitteleuropa vorkommenden Chenopodium-Arten um folgende : Weißer Gänsefuß (Chenopodium album), Berlandiers Gänsefuß (Chenopodium berlandieri), Feigenblättriger Gänsefuß (Chenopodium ficifolium), Bocks-Gänsefuß (Chenopodium hircinum), Schneeballblättriger Gänsefuß (Chenopodium opulifolium), Schmalblättriger Gänsefuß (Chenopodium pratericola), Kleinblättriger Gänsefuß (Chenopodium striatiforme), Gestreifter Gänsefuß (Chenopodium strictum), Schwedischer Gänsefuß (Chenopodium suecicum), Stinkender Gänsefuß (Chenopodium vulvaria).
Zu Chenopodium s. str. gehören nur noch etwa 90 Arten, darunter (Auswahl):
- Chenopodium aciculare (Paul G.Wilson) S.Fuentes & Borsch (Syn. Rhagodia acicularis Paul G.Wilson): Sie kommt in Western Australia vor.[10]
- Chenopodium allanii Aellen: Neuseeland.[10]
- Weißer Gänsefuß (Chenopodium album L.)
- Chenopodium atrovirens Rydb.: Westliches Kanada und Vereinigte Staaten.[11]
- Chenopodium baccatum Labill. (Syn. Rhagodia baccata (Labill.) Moq.): Südwestliches und südöstliches Australien.[10]
- Chenopodium benthamii Iamonico & Mosyakin (Syn.: Rhagodia latifolia (Benth.) Paul G.Wilson)[12]: Westliches Western Australia.[10]
- Berlandiers Gänsefuß (Chenopodium berlandieri Moq.): Mit mehreren Varietäten von Kanada über die Vereinigten Staaten bis ins nördliche Mexiko verbreitet.[11][6]
- Chenopodium candolleanum (Moq.) S.Fuentes & Borsch (Syn.: Rhagodia candolleana Moq.): Südliches Australien.[10]
- Chenopodium cycloides A.Nelson: Kommt in den US-Bundesstaaten Kansas, Nebraska, Colorado, New Mexico sowie Texas vor.[11]
- Chenopodium desertorum (J.M.Black) J.M.Black: Australien.
- Chenopodium desiccatum A.Nelson: Westliches Kanada, zentrale und westliche Vereinigte Staaten.[11]
- Chenopodium drummondii (Moq.) S.Fuentes & Borsch (Syn.: Rhagodia drummondii Moq.): Western Australia bis westliches South Australia.[10]
- Chenopodium eremaeum (Paul G.Wilson) S.Fuentes & Borsch (Syn.: Rhagodia eremaea Paul G.Wilson): Westliches und zentrales Australien.[10]
- Feigenblättriger Gänsefuß (Chenopodium ficifolium Sm.)
- Chenopodium fremontii S.Watson: Vom westlichen Kanada über die westlichen und zentralen Vereinigten Staaten bis ins nördliche Mexiko verbreitet.[11]
- Baumspinat (Chenopodium giganteum D.Don): Heimat unbekannt, vermutlich Himalaja bis Korea.[11][10]
- Chenopodium hians Standl.: Westliches Kanada, westliche und zentrale Vereinigte Staaten.[11]
- Chenopodium iljinii Goloskokov: Kasachstan und China.[5]
- Chenopodium incanum (S. Watson) A.Heller: Westliches Kanada, westliche und zentrale Vereinigte Staaten.[11]
- Chenopodium leptophyllum (Moq.) Nutt. ex S.Watson: Alaska, Kanada, Vereinigte Staaten.[11]
- Chenopodium neomexicanum Standl.: Kommt in den US-Bundesstaaten New Mexico, Texas sowie Arizona[6] und im nördlichen Mexiko vor.[11]
- Chenopodium nevadense Standl.: Gedeiht in Höhenlagen von 1200 bis 1800 Metern in den westlichen US-Bundesstaaten Kalifornien, Nevada sowie Oregon.[6]
- Chenopodium nutans (R.Br.) S.Fuentes & Borsch (Syn.: Rhagodia nutans R.Br.): Australien.[11]
- Schneeballblättriger Gänsefuß (Chenopodium opulifolium Schrad.)
- Chenopodium pallescens Standl.: Gedeiht in Höhenlagen von 200 bis 1100 Metern im nördlichen Indiana, in Illinois, Kansas, Missouri, Oklahoma, im nördlichen Arkansas, südöstlichen New Mexico sowie in Texas.[11][6]
- Kañiwa (Chenopodium pallidicaule Aellen): Bolivien und Peru.[11]
- Chenopodium pamiricum Iljin: Zentralasien.[5]
- Chenopodium parabolicum (R.Br.) S.Fuentes & Borsch (Syn.: Rhagodia parabolica R.Br.): Australien.[11]
- Chenopodium petiolare Kunth: Bolivien, Ecuador, Peru, Argentinien und Chile.[11]
- Chenopodium polygonoides (Murr.) Aellen: Östliches und südöstliches Australien.[10]
- Schmalblättriger Gänsefuß (Chenopodium pratericola Rydb.): Alaska, Kanada und Vereinigte Staaten.[11]
- Chenopodium preissii (Moq.) Diels (Syn. Rhagodia preissii Moq.): South Australia und Western Australia.[11]
- Quinoa, Quinua, Reismelde, Reisspinat, Inkareis, Inkakorn, Perureis (Chenopodium quinoa Willd.): Heimat: Kolumbien, Ecuador, Bolivien, Peru, Argentinien und Chile.[11]
- Chenopodium robertianum  Iamonico & Mosyakin (Syn.: Rhagodia hastata R.Br.)[12]: Östliches und südöstliches Australien.[10]
- Chenopodium spinescens (R.Br.) S.Fuentes & Borsch (Syn. Rhagodia spinescens R.Br.): Australien.[11]
- Chenopodium standleyanum Aellen: Kanada und Vereinigte Staaten.[11]
- Chenopodium subglabrum (S.Watson) A.Nelson: Kanada, westliche und nördliche Vereinigte Staaten.[11]
- Chenopodium triandrum G.Forst. (Syn.: Rhagodia triandra (G.Forst.) Aellen): Neuseeland.[10]
- Chenopodium trigonon Roem. et Schult. (Syn.: Einadia trigonos (Roem. & Schult.) Paul G.Wilson): Südöstliches Australien bis zu den Kermadecinseln.[10]
- Chenopodium ulicinum Gand.: Southern Australia.[10]
- Stinkender Gänsefuß (Chenopodium vulvaria L.)
- Chenopodium watsonii A.Nelson: Ist im westlichen Kanada im südwestlichen Saskatchewan sowie südöstlichen Alberta und in den westlichen bis zentralen US-Bundesstaaten westliches Kansas, westliches South Dakota, Colorado, Montana, östliches Wyoming, New Mexico, Utah, östliches Arizona sowie nordöstliches Kalifornien verbreitet.[11][6]
- Chenopodium wilsonii S. Fuentes, Borsch & Uotila (Syn.: Rhagodia crassifolia R.Br.): Südliches Australien.[10]

Noch nicht auf ihre Zugehörigkeit molekulargenetisch überprüft wurden beispielsweise:
- Chenopodium acerifolium Andrz.: Polen bis Sibirien.[10]
- Chenopodium acuminatum Willd.: Tropisches und gemäßigtes Asien.[11]
- Chenopodium albescens Small: Südliches Texas.[11]
- Chenopodium amurense Ignatov: Russlands Ferner Osten.[10]
- Chenopodium antarcticum (Hook. f.) Hook. f.: Südliches Chile bis Argentinien.[10]
- Chenopodium bipinnatifidum Moric. ex Moq.: Mexiko.[10]
- Chenopodium bryoniifolium Bunge: Sibirien bis Japan.[10]
- Chenopodium carnosulum Moq.: Mexiko, Bolivien, Argentinien und Chile.[11]
- Chenopodium cuneifolium Vahl: Inseln über dem Winde (Antillen)[10]
- Chenopodium curvispicatum Paul G. Wilson: Australien.[10]
- Chenopodium gracilispicum H.W.Kung: China, Taiwan und Japan.[5]
- Bocks-Gänsefuß (Chenopodium hircinum Schrad.)
- Chenopodium karoi (Murr) Aellen: Zentralasien, China, Mongolei, Sibirien und Russland.[5]
- Chenopodium lobodontum H.Scholz: Deutschland.[10]
- Chenopodium mucronatum Thunb.: Südliches Afrika.[10]
- Chenopodium nesodendron Skottsb.: Juan-Fernandez-Inseln.[10]
- Chenopodium oahuense (Meyen) Aellen: Hawaii.[10]
- Chenopodium procerum Hochst. ex Moq.: Äthiopien bis Simbabwe und südwestliche Arabische Halbinsel.[10]
- Purpur-Gänsefuß (Chenopodium purpurascens Juss.)
- Kleinblättriger Gänsefuß (Chenopodium striatiforme Murr)
- Gestreifter Gänsefuß (Chenopodium strictum Roth)
- Schwedischer Gänsefuß (Chenopodium suecicum Murr)
- Chenopodium tomentosum Thouars: Tristan da Cunha.[10]
- Chenopodium tonkinense Courchet: Indochina.[10]
- Chenopodium ulbrichii Aellen: Äthiopien.[10]
- Chenopodium zoellneri Aellen: Chile.[10]

Einige Arten wurden von Fuentes-Bazan et al. 2012 und auch älteren Autoren anderen Gattungen zugeordnet:
- Guter Heinrich (Blitum bonus-henricus (L.) Rchb., Syn. Chenopodium bonus-henricus L.)
- Ähriger Erdbeerspinat (Blitum capitatum L., Syn. Chenopodium capitatum (L.) Ambrosi)
- Echter Erdbeerspinat (Blitum virgatum L., Syn. Chenopodium foliosum Asch.)
- Bastard-Gänsefuß oder Stechapfelblättriger Gänsefuß (Chenopodiastrum hybridum (L.) S.Fuentes, Uotila & Borsch, Syn. Chenopodium hybridum L.)
- Mauer-Gänsefuß (Chenopodiastrum murale (L.) S.Fuentes, Uotila & Borsch, Syn. Chenopodium murale L.)
- Chenopodiastrum simplex (Torr.) S.Fuentes, Uotila & Borsch (Syn.: Chenopodium simplex (Torr.) Raf.; Chenopodium gigantospermum Aellen)
- Vielsamiger Gänsefuß (Lipandra polysperma (L.) S.Fuentes, Uotila & Borsch, Syn. Chenopodium polyspermum L.)
- Dickblättriger Gänsefuß (Oxybasis chenopodioides (L.) S.Fuentes, Uotila & Borsch, Syn. Chenopodium chenopodioides (L.) Aellen)
- Graugrüner Gänsefuß (Oxybasis glauca (L.) S.Fuentes, Uotila & Borsch, Syn. Chenopodium glaucum L.)
- Roter Gänsefuß (Oxybasis rubra (L.) S.Fuentes, Uotila & Borsch, Syn.Chenopodium rubrum L.)
- Straßen-Gänsefuß (Oxybasis urbica (L.) S.Fuentes, Uotila & Borsch, Syn. Chenopodium urbicum L.)

## Nutzung und wirtschaftliche Bedeutung
Wirtschaftliche Bedeutung als Pseudogetreide besitzen beispielsweise Quinoa (Chenopodium quinoa) oder Kañiwa (Chenopodium pallidicaule), sowie Huauzontle (Chenopodium nuttalliae) als Gemüse. Viele weitere Arten sind essbar, ihre Samen dienten in Notzeiten als Mehlzusatz und ihre Blätter als spinatartiges Gemüse.
Zahlreiche Arten eignen sich als Färberpflanzen.
In der Landwirtschaft verursachen mehrere Arten Probleme als „Unkraut“, beispielsweise Weißer Gänsefuß (Chenopodium album).